# تجارب شاذة
قد تحدث تجارب شاذة، كما يسمى بالهلوسات الحميدة، لدى شخص يتمتع بصحة عقلية وجسدية جيدة، حتى في حالة الغياب الواضح لعامل محفز عابر مثل الإعياء أو السكر (التعاطي) أو حرمان الحس.
تراكمت الأدلة على هذا البيان منذ أكثر من قرن. تعود الدراسات المتعلقة بتجارب الهلوسة الحميدة إلى عام 1886 والعمل المبكر لجمعية الأبحاث النفسية، والتي أشارت إلى أن نحو 10% من السكان قد تعرضوا لنوبة هلوسة واحدة على الأقل خلال حياتهم. أثبتت الدراسات الحديثة صحة هذه النتائج؛ يختلف معدل الوقوع الدقيق باختلاف طبيعة النوبة ومعايير «الهلوسة» المعتمدة، لكن النتيجة الأساسية أصبحت الآن مدعومة جيدًا بالأدلة.

## الأنواع
ما يثير الاهتمام بشكل خاص، لأسباب سيتم مناقشتها أدناه، تلك التجارب الشاذة التي تتميز بالواقعية الإدراكية الشديدة.

### تجارب رؤى الأشباح
تعد رؤية الأشباح نوعًا شائعًا من التجارب الشاذة، ويمكن تعريفها على أنها تجربة يبدو فيها الشخص وكأنه يرى شخصًا أو شيئًا غير موجود جسديًا. تميل عينات الأفراد المختارة ذاتيًا إلى الإبلاغ عن الشخصيات البشرية بشكل غالب، ولكن، أُبلغ أيضًا عن رؤية الحيوانات وحتى الأشياء. يُجدر بالذكر أن أغلب الشخصيات البشرية المذكورة في مثل هذه الحالات لم يتعرف عليها الفرد، ومن بين الحالات التي تعرف فيها الفرد على الشخص الذي بدا وكأنه راه، لم يكن ذلك الشخص ميتًا دائمًا؛ إذ أُبلغ عن ظهور أشخاص أحياء.

### تجارب الخروج من الجسد
أصبحت تجارب الخروج من الجسد في العقل العام مختلطة إلى حد ما مع مفهوم تجارب الاقتراب من الموت. مع ذلك، تشير الأدلة إلى أن أغلب تجارب الخروج من الجسد لا تحدث قبل الموت، وإنما في ظروف الاستثارة العالية جدًا أو المنخفضة جدًا. اقترح تشارلز ماكريري أن هذه المفارقة الأخيرة يمكن تفسيرها بالإشارة إلى حقيقة أنه يمكن الوصول إلى حالة النوم، ليس فقط بالطريق التقليدي المتمثل في انخفاض الاستثارة وإزالة التدفعات الواردة، وإنما أيضًا بالطريق الأقل شيوعًا المتمثل في شدة التوتر وفرط الاستثارة. في هذا النموذج، تمثل تجارب الخروج من الجسد اقتحام عمليات المرحلة الأولى من النوم للوعي الاستيقاظي.

### أحلام وأحلام صافية
يُعرف الحلم من قبل بعض المصادر (الموسوعة البريطانية المحدودة) أنه تجربة هلوسة في أثناء النوم.
يمكن تعريف الحلم الصافي بأنه الحلم الذي يدرك فيه الحالم أنه نائم ويحلم. استُخدم مصطلح «الحلم الصافي» لأول مرة من قبل الطبيب الهولندي فريدريك فان إيدن، الذي درس أحلامه الخاصة من هذا النوع. تشير كلمة «صافي» إلى حقيقة أن الشخص قد حقق رؤية واعية لحالته، بدلًا من مجرد إدراك جودة التجربة. مع ذلك، إحدى سمات الأحلام الصافية هي أنها قد تتمتع بجودة عالية من الواقعية الإدراكية، إلى الحد الذي قد يقضي فيه الحالم وقتًا في تفحص البيئة الإدراكية والإعجاب بها والطريقة التي تبدو فيها وكأنها تحاكي حياة اليقظة.
تحدث الأحلام الصافية بحكم تعريفها في أثناء النوم، ولكنها قد تُعتبر تجارب هلوسة بنفس الطريقة التي يمكن فيها اعتبار الأحلام غير الصافية ذات الطابع الإدراكي الواضح بمثابة هلوسة، أي أنها أمثلة على «تجربة ذات طابع حسي إدراكي، ولكن، دون تحفيز حسي مناسب أو كافٍ...»